# Албир-мурза Костров
Албир-мурза Костров — окоцкий мурза (князь), жил в Окоцкой земле, в 1621 году отец Албира переехал в Терский город и служил там русскому царю. Албир-мурза умер около 1645 года. В русских документах у него обозначены два уздиня и два окочанена. Ездил с отцом Кохостровым Бийтемировым Москву качестве посла.
Албирь-мурза Кохостров обращался к русскому царю и говорил о службе своей в Терском городе в 1636 году: «Олбирь мурза государевы службы и в казыевом походе с стольником и воеводою со князем Петром Волконским и в приход под Терек нагайских людей государю служил с татары бился». Сын Кохострова Бийтемирова и брат Чепан-мурзы Кохострова, Кохостровы жили, под Терским городом.
Также как и отца Кохострова Бийтемирова Албиря-мурзу в Москве российское правительство встретили благосклонно. Докладная «выпись» Посольского приказа сообщает: «А как он был у государя на дворе на приезде и на отпуске, и ему дано государева жалованья — шубы и шапки против отца ево приезду» (то есть как и отцу Кохострову Бийтемирову). А также было выдано денежное жалованье в размере — 20 рублей.